# ズワーラ
ズワーラ(アラビア語：زوارة)は、リビア北西部のトリポリタニア地方のヌカート・アル・ハムス県の県都。2004年の人口は約8万人。
地中海に面する港町で、109km東に首都トリポリが、60km西にチュニジアとの国境がある。
ズワーラの住民の多くはイスラム教シーア派のうちのイバード派の信徒である。
住民はベルベル人が多い。
2011年のリビア内戦において、ズワーラは2月23日にはカダフィ政権から反政府軍の支配下に入った。

翌24日には1000人近くの反カダフィ派の市民が集まり、政府軍を撃退した。しかし3月にはいると、ズワーラはカダフィ軍によって制圧された。

8月の反政府軍の攻勢によって、ズワーラは再び反政府軍側に奪回された。